# ボディ・カウント
ボディ・カウント（Body Count）は、アメリカ合衆国出身のハードコア・パンクバンド。
1990年にラッパーのアイス-Tが、高校時代の友人たちと結成。作詞をアイス-T、作曲をギタリストのアーニー・Cが担当している。デビューアルバムに収録した楽曲「Cop Killer」で、物議を醸した事が知られる。

## 略歴
ラッパーとしてソロ活動をしていたアイス-Tがクレンショー高校（ロサンゼルス統一学区）時代の友人たちと1990年に結成。オリジナルのラインナップはアイス-T（ボーカル）、アーニー・C（リードギター）、ムースマン（ベース）、ビートマスター・V（ドラム）、D-ロック・ジ・エクスキューショナー（リズムギター）という全員黒人の構成であった。
1991年5月、アイス-Tはソロアルバム『O.G. Original Gangster』を発表し、バンド名と同名の曲を収録してこのバンドをデビューさせた。また、アイス-Tとボディ・カウントは7月から8月にかけてロラパルーザツアーに出演した。
1992年にセルフタイトルのデビューアルバムをアイス-Tが契約していたサイアー・レコード/ワーナー・ブラザース・レコードよりリリース。同アルバムに収録されていた警察批判の曲「Cop Killer」が物議を醸し、最終的にバンドは同曲のアルバムからの削除に追い込まれた。また、アイス-Tのソロおよびボディ・カウントとサイアーとの契約も解消された。
1993年、ジミ・ヘンドリックスのトリビュートアルバム『Stone Free: A Tribute to Jimi Hendrix』に「Hey Joe」のカヴァーで参加した。1994年、2ndアルバム『ボーン・デッド』をヴァージン・レコードよりリリース。1996年、ベーシストのムースマンが脱退し、代わってグリズが加入する。またドラムスのビートマスター・Vが白血病で死去する。1997年、ビートマスター・Vの遺作となる3rdアルバム『ヴァイオレント・ディマイズ』をリリース。2001年、グリズが脱退。同年、イギー・ポップのツアーに帯同していたムースマンがロサンゼルスで銃撃を受けて死亡。2004年にはリズムギターのD-ロックが悪性リンパ腫で死去し、オリジナルメンバーはアイス-Tとアーニー・Cの2人だけとなった。
2006年、ボディ・カウントは9年ぶりとなる4thアルバム『マーダー・フォー・ハイヤ』をインディーレーベルのEscapi Musicよりリリース。新たなラインナップはドラムスのO.T.に加えて、ベーシストにヴィンセント・プライス、リズムギターにベンドリックスが加入している。しかし、この後バンドは活動休止期間に入る。
2014年、復活作となる8年ぶりの5thアルバム『Manslaughter』をスメリアン・レコードよりリリース。ドラムスがイル・ウィル、リズムギターがホアン・オブ・ザ・デッドに交代していた。
2017年、6thアルバム『Bloodlust』をセンチュリー・メディア・レコードよりリリース。本作にはデイヴ・ムステイン（メガデス）、マックス・カヴァレラ（ソウルフライ）、ランディー・ブライ（ラム・オブ・ゴッド）がゲストで参加している。

## メンバー
※2019年8月時点 

### 現ラインナップ
- アイス-T（Ice-T）- リードボーカル（1990年–2006年、2009年-現在）
  - 本名トレイシー・ローレン・マロウ（Tracy Lauren Marrow）
- アーニー・C（Ernie C）- リードギター、バックボーカル（1990年–2006年、2009年-現在）
  - 本名アーニー・カニガン（Ernie Cunnigan）
- ショーン・E・ショーン (Sean E Sean) - サンプラー、バックボーカル（1990年–2001年、2008年-現在）
- ヴィンス・デニス（Vince Dennis）- ベース、ボーカル（2001年–2006年、2009年-現在）
  - スティール・プロフェット（Steel Prophet）というバンドでも活動。ボディ・カウントではヴィンセント・プライス（Vincent Price） 名義を使用。
- イル・ウィル（Ill Will）- ドラムス（2008年-現在）
  - 本名ウィリアム・ドーシー・ジュニア（William Dorsey Jr.）
- ホアン・ガルシア（Juan Garcia）- リズムギター、バックボーカル（2013年-現在）
  - アバトワール（Abattoir） 、エージェント・スティール（Agent Steel）、イーヴルデッド（Evildead）といったバンドで活動。ボディ・カウントではホアン・オブ・ザ・デッド（Juan of the Dead）名義を使用。
- リトル・アイス（Little Ice）- バックボーカル（2016年-現在）
  - 本名トレイシー・マロウ・ジュニア（Tracy Marrow Jr.）。アイス-Tの実の息子。

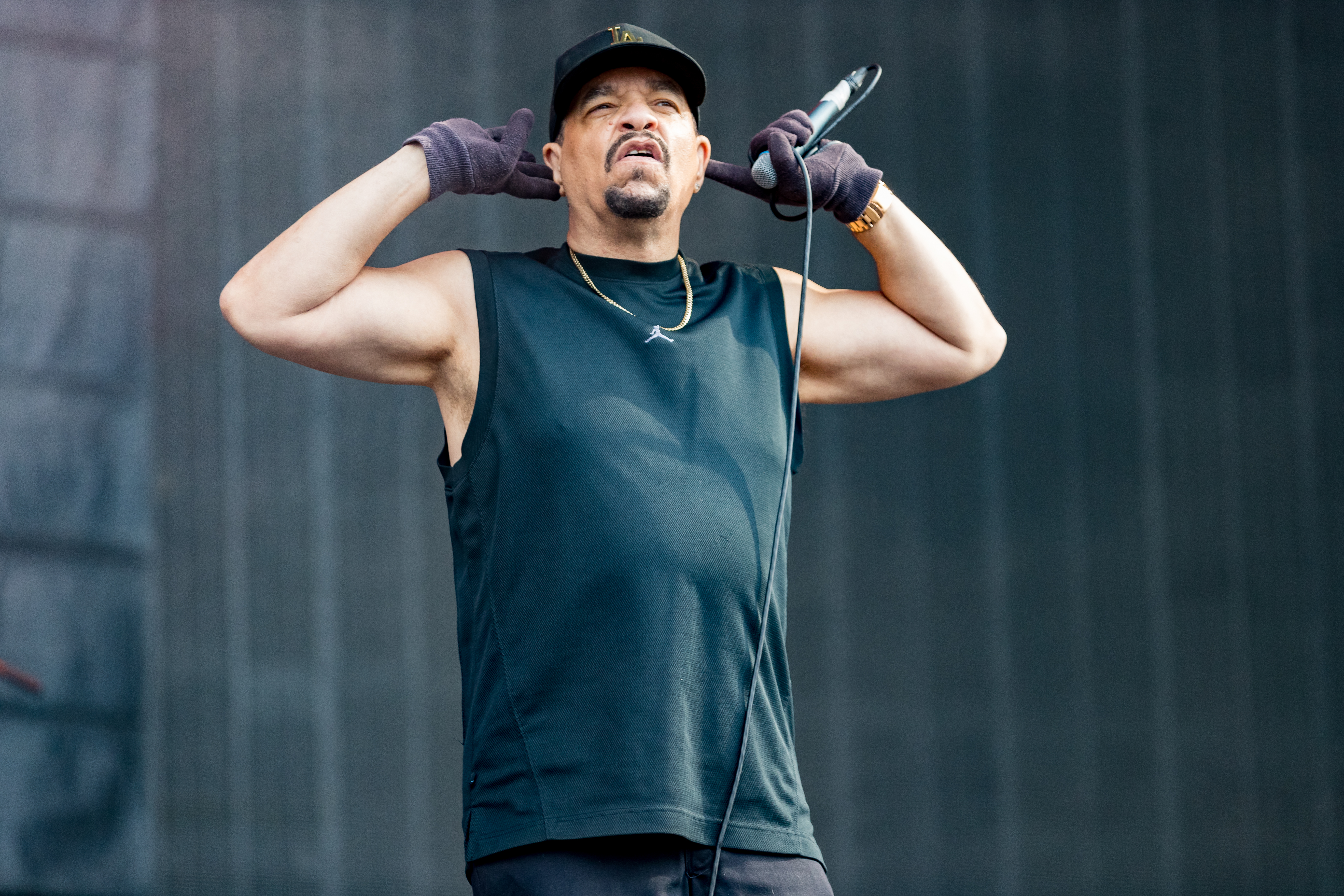
アイス-T(Vo) 2019年
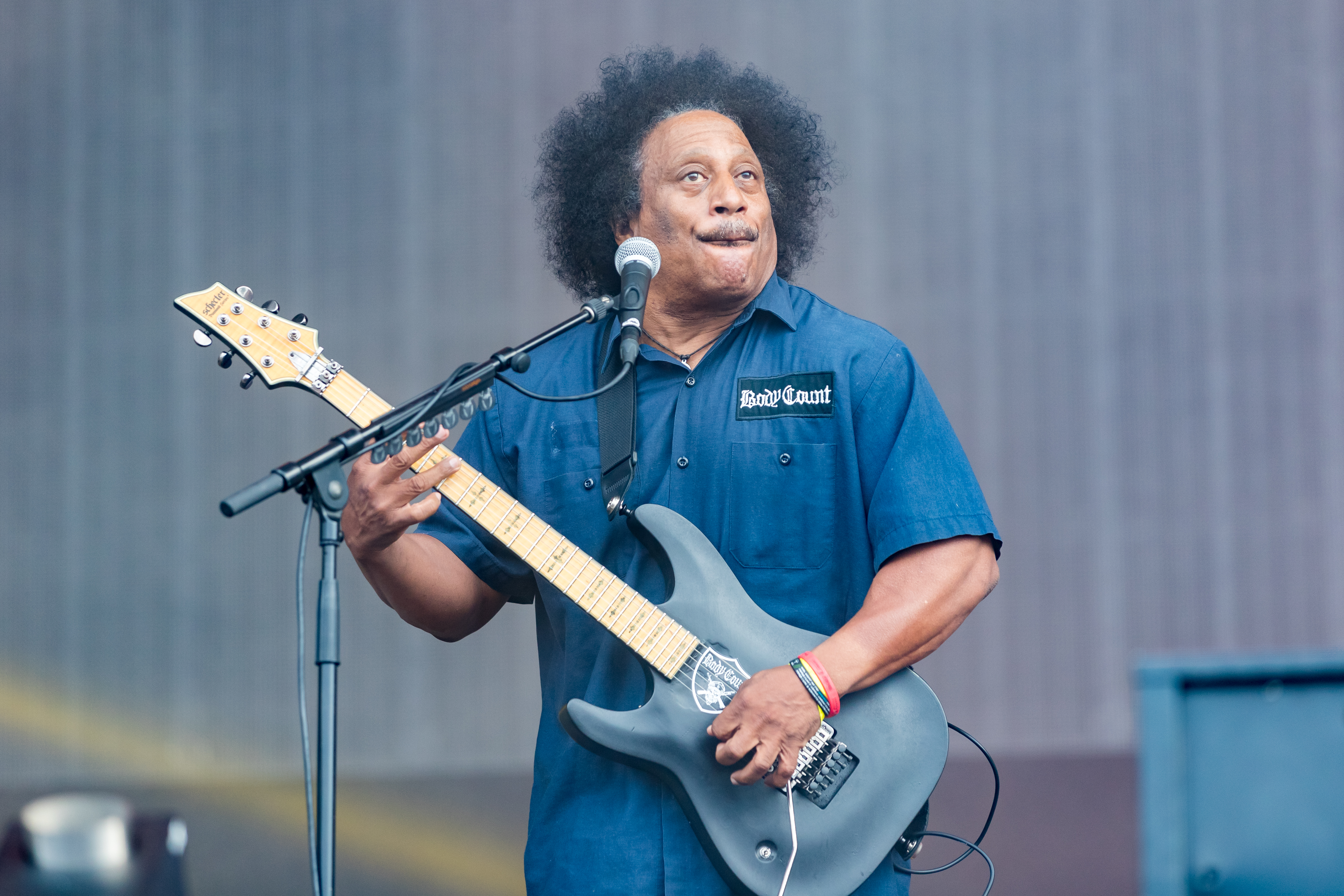
アーニー・C(G) 2019年
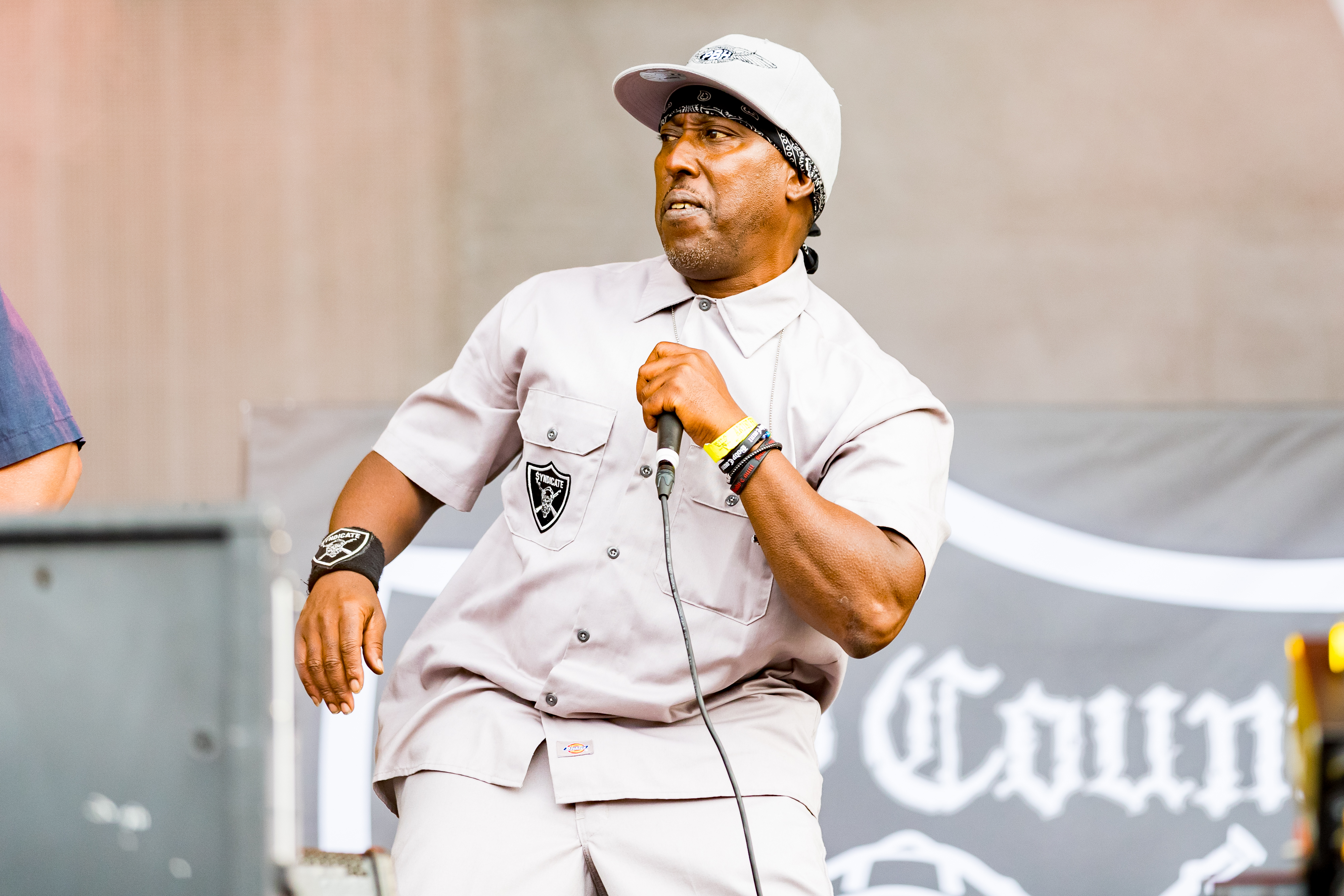
ショーン・E・ショーン(samp) 2019年
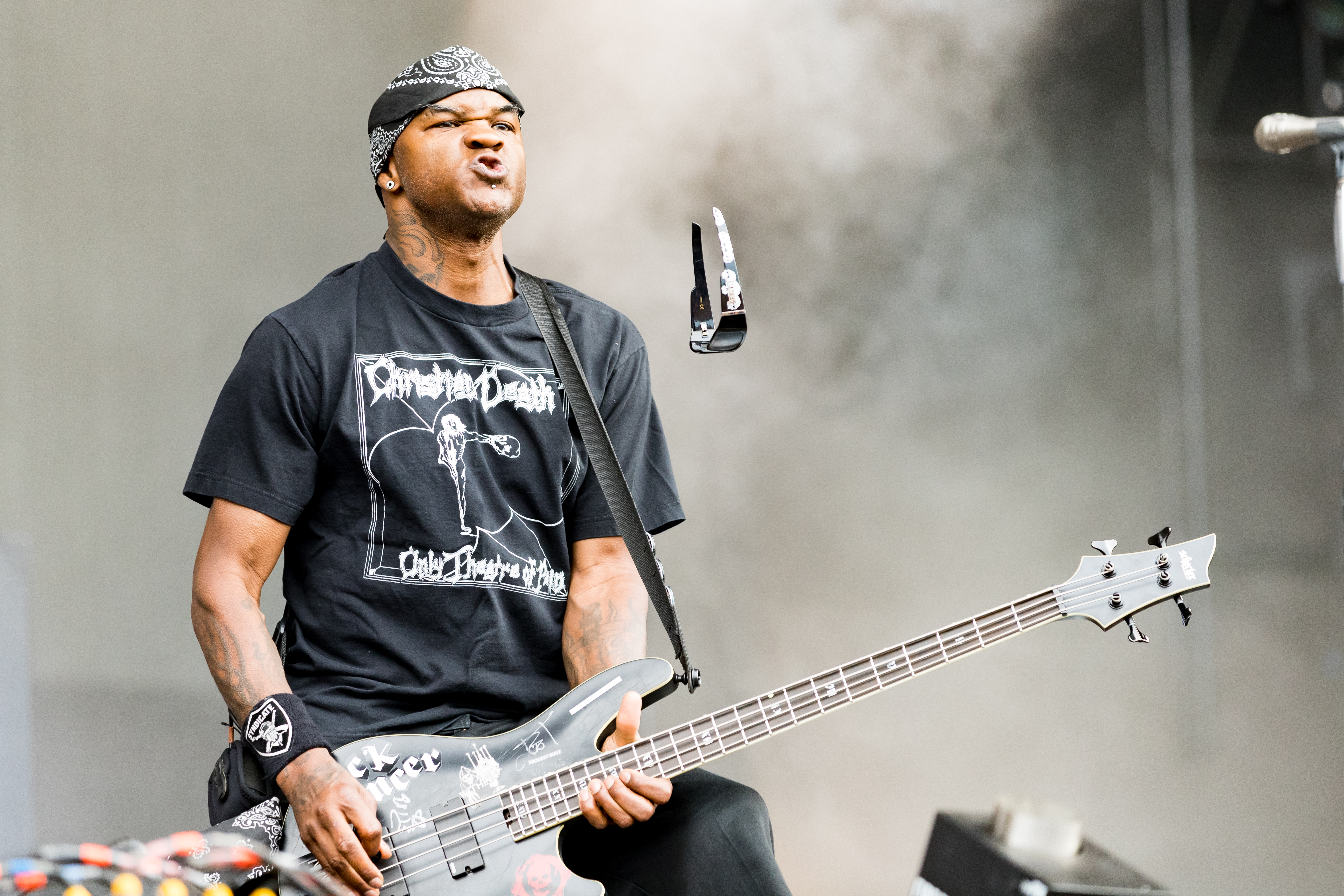
ヴィンス・デニス(B) 2019年
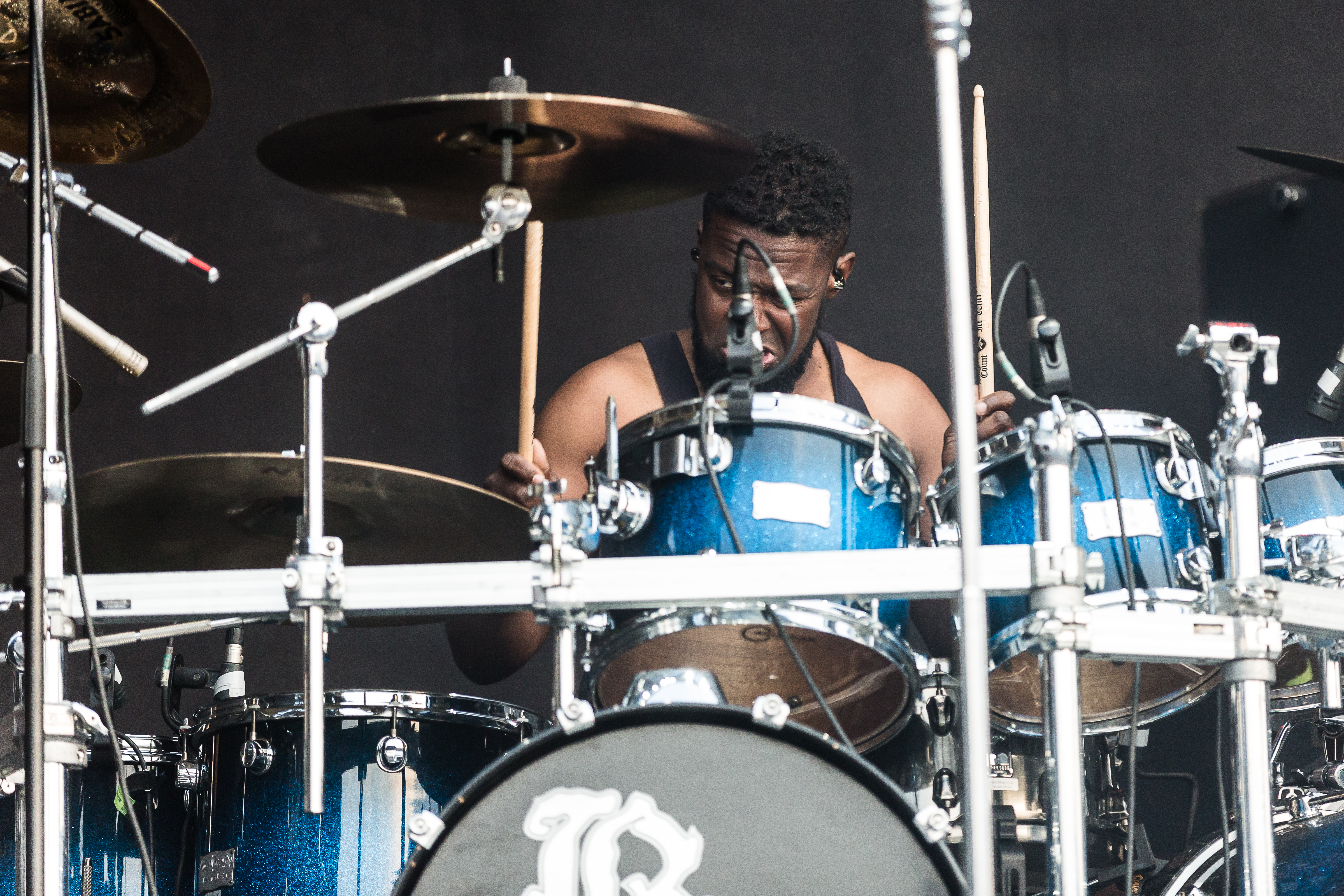
イル・ウィル(Ds) 2018年
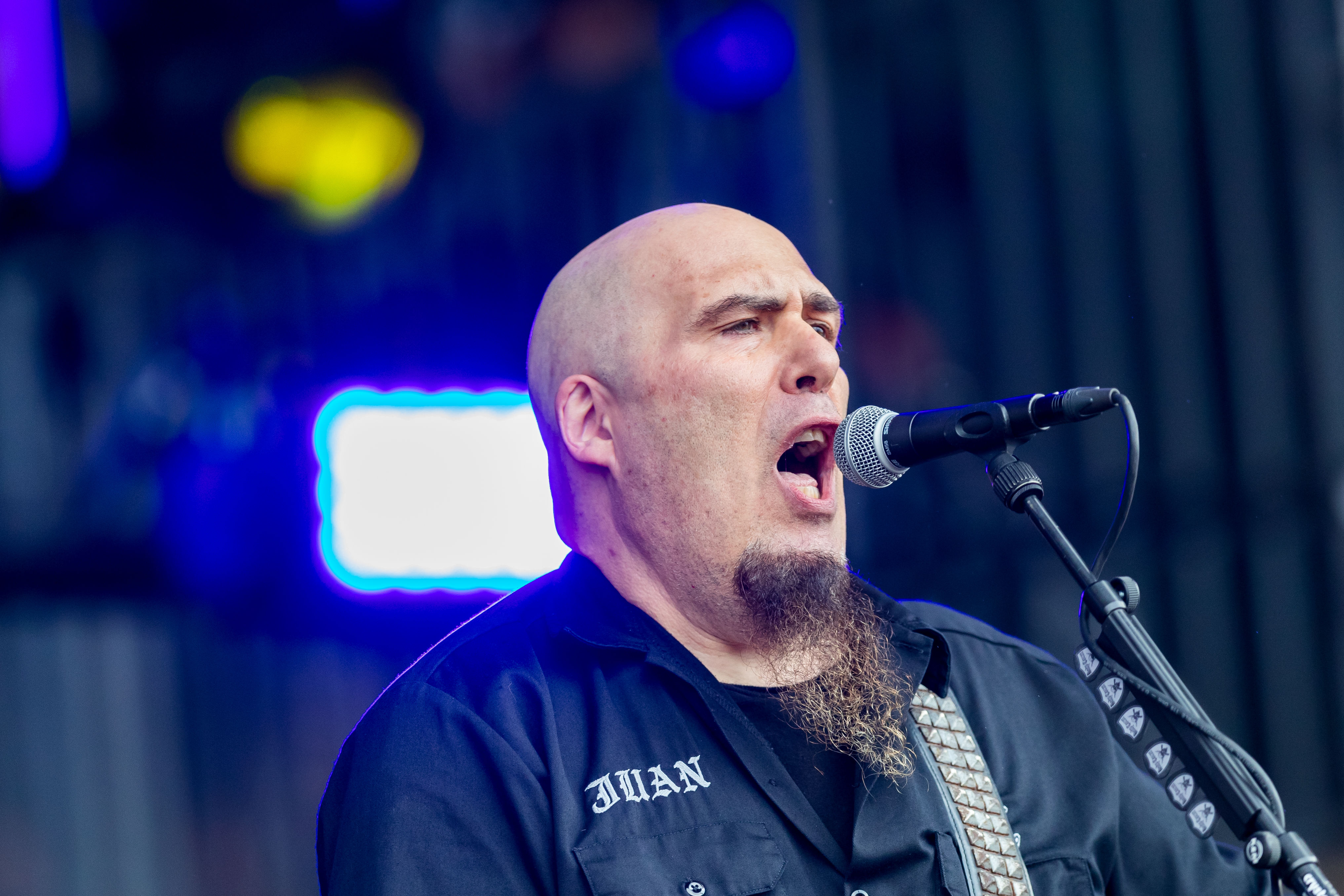
ホアン・ガルシア(G) 2019年
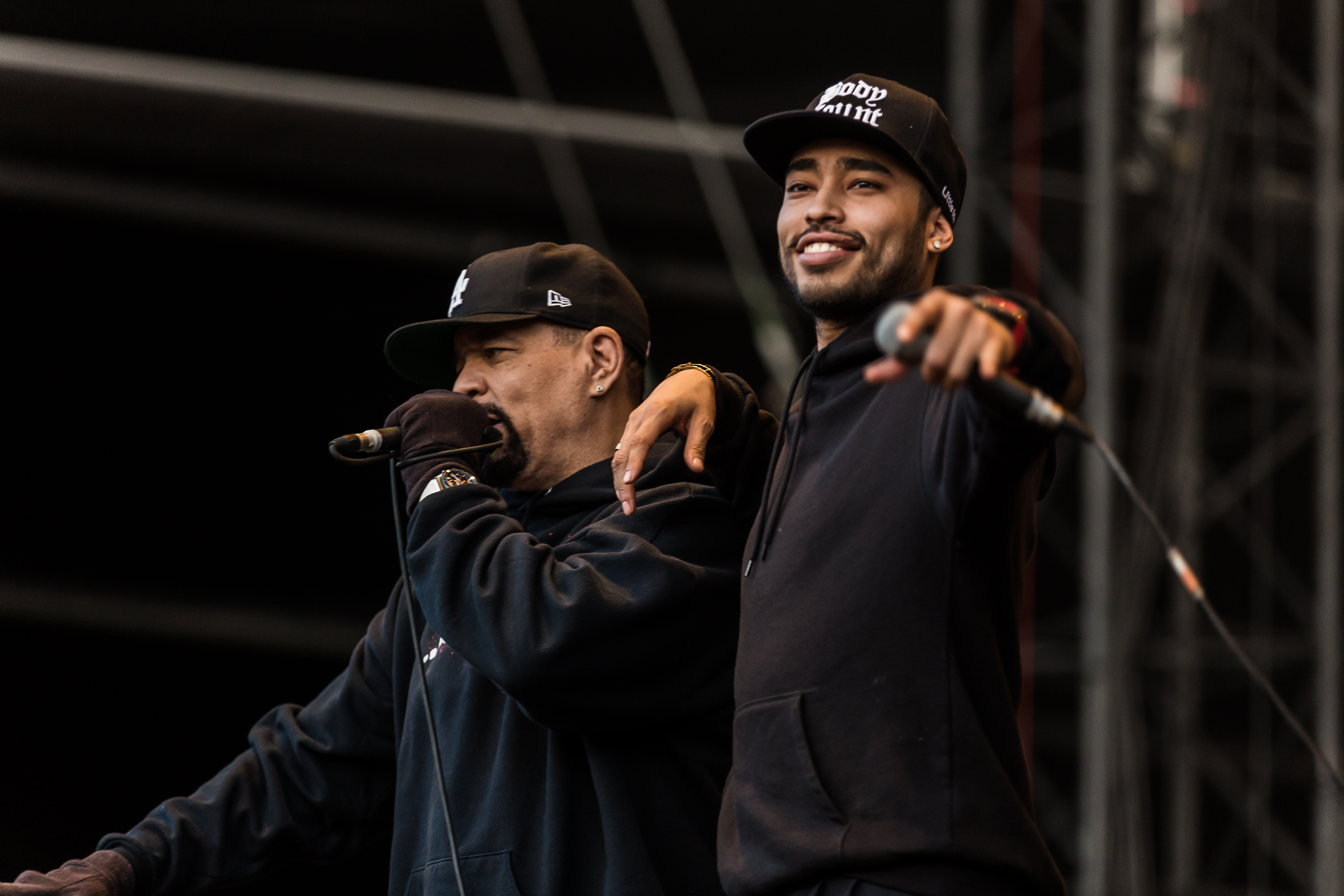
右 リトル・アイス(Vo) 2018年

### 旧メンバー
- ビートマスター・V（Beatmaster V）– ドラムス（1990年-1996年）
  - 本名ヴィクター・レイ・ウィルソン（Victor Ray Wilson）。白血病で1996年死去。
- ムースマン（Mooseman）– ベース、バックボーカル（1990年–1996年）
  - 本名ロイド・ロバーツ3世（Lloyd Roberts III）。2001年、銃撃で死亡。
- ショーン・E・マック（Sean E. Mac）– バックボーカル（1990年-2001年）
- D-ロック・ジ・エクスキューショナー（D-Roc the Executioner）– リズムギター、バックボーカル（1990年-2004年）
  - 本名デニス・マイルズ（Dennis Miles）。悪性リンパ腫で2004年死去。
- ジョナサン・ザ・キッド・ジェームス（Jonathon "the Kidd" James）– ドラムス（1996年-1997年）
- グリズ（Griz）– ベース、バックボーカル（1996年–2001年）
- O.T. – ドラムス（1996年-2008年）
- ベンドリックス（Bendrix）– リズムギター、バックボーカル（2004年-2013年）

## ディスコグラフィー

### アルバム
- ボディ・カウント Body Count （1992年、サイアー） #26 US
- ボーン・デッド Born Dead （1994年、ヴァージン） #74 US
- ヴァイオレント・ディマイズ Violent Demise: The Last Days（1997年、ヴァージン）
- マーダー・フォー・ハイヤ Murder 4 Hire（2006年、Escapi）
- Manslaughter（2014年、スメリアン） #102 US
- Bloodlust（2017年、センチュリー・メディア） #157 US